# John Carpenter (lekkoatleta)
John Conduit Carpenter (ur. 7 grudnia 1884 w Waszyngtonie, zm. 4 czerwca 1933 w Chicago) – amerykański lekkoatleta, biegacz.
W 1908 roku na Olimpiadzie w Londynie doszło do incydentu w czasie defilady reprezentacji narodowych, gdy Amerykanie odmówili pochylenia sztandaru przed lożą królewską. Wywołany konflikt miał duży wpływ na zaostrzenie rywalizacji amerykańsko-brytyjskiej na Olimpiadzie, szczególnie w czasie finałowego biegu na dystansie 400 metrów.
Carpenter dostał się do finału, a w samym finale rywalizował z dwoma innymi Amerykanami (Williamem Robbinsem i Johnem Taylorem) oraz Brytyjczykiem Wyndhamem Halswelle’em. W wyścigu prowadził Robbins, za nim biegli Carpenter i Halswelle. Na ostatnim odcinku Halswelle podjął próbę wyjścia na prowadzenie i w czasie próby minięcia Carpentera został przez tego ostatniego zablokowany prawym łokciem. Najbliższy sędzia liniowy natychmiast przerwał wyścig. Zmierzony, pomimo przerwania wyścigu, czas prowadzącego Robbinsa wyniósł 47,8 sek.
Przerwanie wyścigu wywołało konflikt dyplomatyczny pomiędzy USA i Wielką Brytanią. Ostatecznie Amerykanie pogodzili się z decyzją sędziów, a wyścig powtórzono. Do powtórnego biegu nie dopuszczono Carpentera, a wówczas w geście solidarności wycofali się z niego także pozostali dwaj Amerykanie. Halswelle przystąpił do finałowego biegu i ukończył go z czasem 50,2 sek. Jest to jedyny w historii igrzysk olimpijskich wyścig finałowy, w którym brała udział jedna osoba. Incydent przyczynił się jednak do zmiany przepisów, wprowadzono wówczas podział bieżni na odrębne tory.